# کامننی پریووز
کامننی پریووز (به چکی: Kamenný Přívoz) یک منطقهٔ مسکونی در جمهوری چک است که در ناحیه پراگ-غرب واقع شده‌است. کامننی پریووز ۶٫۲۷ کیلومتر مربع مساحت و ۱٬۲۸۱ نفر جمعیت دارد و ۲۵۵ متر بالاتر از سطح دریا واقع شده‌است.